# 打狗英雄聯盟
打狗英雄聯盟，是一個2021年9月成立於台灣高雄市的社會評論團體。政治立場親藍。由高雄學界、社會團體、自媒體、青年等組成，希望呈現有別於民進黨政府宣傳以外的觀點，創建有影響力的社會言論平台。打狗英雄聯盟的「打狗」為高雄的舊名，該組織定期邀請學者專家、民間意見人士以記者會等形式就社會議題進行公共討論，當地學者意見領袖如馮國豪、林岳龍、蘇偉碩、李易修、呂謦煒、劉志凡等皆曾受邀發表意見。